# Teknival Hostomice 1994
Teknival Hostomice 1994 byl první ze série freetekno festivalů, známých později jako CzechTek. Uskutečnil se 28. července – 2. srpna 1994 poblíž města Hostomice v okrese Beroun za účasti několika stovek lidí. 
Iniciátory teknivalu byli anglický soundsystém Spiral Tribe a skupina DIY umělců Mutoid Waste Company.